# Rudolf Mors
Rudolf Mors (* 16. Juli 1920 in München; † 24. September 1988 in Eisingen) war ein deutscher Komponist.

## Leben
Als Sohn des Komponisten Richard Mors (1874–1946), eines Vertreters der Münchener Schule um Ludwig Thuille, begann Rudolf Mors seine Ausbildung noch während des Zweiten Weltkrieges bei Gustav Geierhaas, um sie nach seiner Rückkehr aus sowjetischer Kriegsgefangenschaft bei Joseph Haas und Karl Höller fortzusetzen. Sein Abschluss an der Münchener Musikhochschule wurde mit dem Richard-Strauss-Preis der Stadt München honoriert, dessen erster Träger Mors ist.
1951 wurde er Kapellmeister und Komponist für das Schauspiel in Ingolstadt; es folgte ein Engagement als Erster Kapellmeister an das Theater Ulm, wo er in Zusammenarbeit mit dem Kabarettisten Hanns Dieter Hüsch die beiden Musicalparodien Freiheit in Krähwinkel und Der Weiberstreik schrieb und zur Uraufführung brachte. Der Weiberstreik, in den sechziger Jahren auch vom ZDF übertragen, findet sich heute noch gelegentlich auf den Spielplänen. 1963 wechselte Mors in die Position eines Schauspielkomponisten ans Theater Bielefeld, wo er sich verstärkt der Komposition freier Werke widmen konnte.
1983 wurde Mors für sein Gesamtwerk mit dem Westfälischen Musikpreis des Landschaftsverbandes Westfalen-Lippe ausgezeichnet.

## Werke

### Instrumentalmusik
Orchesterwerke
- Das kleine Mädchen mit den Schwefelhölzern (Symphonische Märchendichtung nach Hans-Christian Andersen), WV 1 (1935/36) ca.9' UA 1993 (Kiel)
- 1. Symphonie für Orchester, WV 4 (durch Kriegseinwirkung verbrannt; Skizzen vollständig und Stimmen teilweise erhalten)
- 2. Symphonie für Orchester, WV 14 (1953-55) ca.30' UA 1955 (Ulm)

Konzerte
- Lyrische Suite  für Flöte und Streicher, WV 11a (1950/86) ca.9' UA 1986 (Bielefeld)
- Konzert für Klavier und Orchester, WV 24 (1976) ca.30' UA 1977 (Regensburg)

Kammermusik
- Quintett
  - Quintett für Horn und Streichquartett, WV 21 (1972) ca.16' UA 1973 (Bielefeld)

- Quartette
  - Streichquartett e Moll, WV 5 (1939-44) ca.18' UA 1964 (Bielefeld)
  - 5 Bagatellen für 4 Blockflöten oder Flöte, Oboe, Klarinette und Fagott, WV 16 (1957) ca.5' UA 1957 (Lindau)
  - Variationen über „Es ist ein Schnitter“ für 2 Trompeten und 2 Posaunen, WV 23 (1974) ca.8' UA 1974 (Trebgast)
  - Variationen über ein eigenes Thema für 4 Celli, WV 39 (1987) ca.7' UA 1987 (Würzburg)

- Duos
  - Sonatine A-Dur für Violine und Klavier, WV 2 (1937) ca.9' UA 1943 (München)
  - Sonate für Violine und Klavier, WV 8 (1949) ca.14' UA 1950 (München)
  - Lyrische Suite für Flöte und Klavier, WV 11 (1950) ca.9' UA 1950 (München)
  - 12 Miniaturen für Violine und Cello, WV 20 (1971) ca.7' UA 1974 (Bielefeld)
  - Fantasie für Flöte und Akkordeon, WV 28 (1983) ca.3' UA 1984 (Stuttgart)
  - Sonate für Oboe und Klavier, WV 43 (1984-?) (Fragment) daraus: Adagio für Oboe und Klavier, WV 33 (1984) ca.5' UA 1989 (Bielefeld) auch als: Adagio für Oboe und Orgel, WV 33 UA 1985 (Bielefeld)
  - Sonate für Cello und Klavier, WV 37 (1986) ca.6' UA 1986 (Bielefeld)
  - Sonate für Viola und Klavier, WV 37a (1986/88) ca.6' (Neufassung der Sonate für Cello und Klavier, WV 37) UA 1988 (Bielefeld)

- Soloinstrument
  - Kleine Suite für Alt-Blockflöte, WV 36 (1986) ca.3' UA 1986 (Bielefeld)

Klaviermusik
- Sonate für Klavier zu 4 Händen, WV 13 (1950) ca.12' UA 1950 (München)
- Steinigung, Fantasie für Klavier, WV 26a (1982) ca.11' (Konzertante Fassung des Balletts WV 26)UA 1983 (Bielefeld)
- Sonate für Klavier, WV 42 (198?) (Fragment) (1. Satz vollendet; ca.3') UA 1989 (Bielefeld)

Orgelmusik
- Orgel-Fantasie über H-C-A-B, WV 34 (1985) ca.6' UA 1986 (Bielefeld)
- Kleine Orgi-Suite für Orgel, WV 38 (1987) ca.7' UA 1987 (Bielefeld)

### Vokalmusik
Chor mit Orchester
- Symphonische Kantate nach ernsten Worten von Christian Morgenstern für  Sopran- und Bariton-Solo, großen Chor und Orchester, WV 10 (1950) ca.25'; Uraufführung 1963 durch den Oratorienchor Ulm unter der Leitung von Hans Jakob Haller
- Pater noster für Mezzosopran-Solo, vier- bis sechsstimmigen Chor und Orchester, WV 27 (1983) ca.6'
- Die Versuchung Jesu, Kantate für Alt- und Baß-Solo, gemischten Chor und Instrumentarium, WV 35 (1985) ca.16' UA 1989 (Brilon)
- Oratorium nach Texten der Bibel, Christian Morgensterns, der Sioux-Indianer (in der Übertragung von Jörg Zink), des Komponisten und Jörg Zinks für Solostimmen (Sopran, Alt, Tenor, Baß), vier- bis sechsstimmigen Chor und Orchester, WV 44 (198?-1988) (Fragment; I. Teil vollendet, im II. Teil bricht die Komposition ab) ca.46' UA 1992 (Bielefeld)

Chor a cappella
- Morgenstern-Zyklus für großen Chor, WV 9 (1948) ca.11'
- Lieder an den Wind nach Gedichten von Christian Morgenstern für Sopran-Solo und drei- bis fünfstimmigen Kinderchor (Knaben-, Frauenchor), WV 40 (1987) ca.10'
- Wiegenlied nach einem Text von Clemens Brentano für drei- bis vierstimmigen Knaben-, Kinder- oder Frauenchor, WV 41 (1988) ca.3'

Sologesang mit Orchester
- Vier Sommerlieder nach Gedichten von Hermann Hesse für Sopran und Orchester, WV 17a (1960/63) ca.12' UA 1963 (Ulm)
- Die Flamme, Elementarphantasie nach Christian Morgenstern für Sopran und großes Orchester, WV 19 (1968-70) ca.12' UA 1971 (Bielefeld)
- Klänge aus dem Orient, Vier Lieder nach Gedichten von Annette von Droste-Hülshoff für Sopran und Orchester, WV 32a (1984/85) ca.8' UA 1986 (Göttingen)

Sologesang mit mehreren Instrumenten
- Holde Mutter mit dem Kind, Text: Martin Knapp, Weihnachtskantate für Flöte, Violine, Gesang und Klavier, WV 7 (1948) ca.8' UA 1969 (Bielefeld)

Sologesang mit Klavier
- Vier frühe Lieder für Sopran und Klavier, WV 3 (1937-1948) ca.8' UA 1983 (Bielefeld)
- Drei Lieder aus dem „Totentanz“ nach Gedichten von Christian Morgenstern für dramatischen Alt oder Bariton und Klavier, WV 12 (1950) ca.8' UA 1950 (München)
- Drei Lieder der Nacht nach Gedichten von Christian Morgenstern für Singstimme und Klavier, WV 15 (1953-55) ca.7' UA 1955 (Ulm)
- Vier Sommerlieder nach Gedichten von Hermann Hesse für Sopran und Klavier, WV 17 (1960) ca.12'UA 1964 (Regensburg)
- Vom Abend zum Morgen, 4 Lieder nach Gedichten von Christian Morgenstern für Singstimme und Klavier, WV 22 (1973) ca.11' UA 1974 (Bielefeld)
- Vier geistliche Lieder für Solo-Gesang im Gottesdienst mit Orgelbegleitung (auch mit Klavier möglich), WV 29 (1978-84) ca.7' UA 1983/84 (Bielefeld)
- Sechs Lieder nach Gedichten von Li Tai-Pe in der Übertragung von Klabund für tiefere Stimme und Klavier, WV 30 (1983) ca.11' UA 1984 (Münster)
- Drei Lieder nach chinesischen Gedichten in der deutschen Übertragung von Klabund für tiefere Stimme und Klavier, WV 31 (1983-84) ca.11' UA 1984 (Münster)
- Klänge aus dem Orient, Vier Lieder nach Gedichten von Annette von Droste-Hülshoff für Sopran und Klavier, WV 32a (1984) ca.8' UA 1984 (Münster)

Melodramen
- Das kleine Mädchen mit den Schwefelhölzern, Einrichtung der Symphonischen Märchendichtung von 1935/36 für Sprecher und Klavier, WV 1a (1985) ca.9'
- Melodeklamation über Goethes Elegie „Ein zärtlich jugendlicher Kummer“ für Sprecher und Klavier oder Orchester, WV 6 (1946; Orchesterfassung 1979) ca.5'

### Bühnenwerke
Opern
- Vineta, Oper nach eigenem Textbuch, WV 18 (1960-67) UA 1968 (Bielefeld)
- Der Kreidekreis, Oper in vier Akten nach dem gleichnamigen Spiel von Klabund; Textbearbeitung vom Komponisten, WV 25 (1977-82) UA 1983 (Bielefeld)

Musicals
- Freiheit in Krähwinkel, Ein freiheitliches Musical von Hanns Dieter Hüsch. Musik von Rudolf Mors. In Freiheit bearbeitet nach einer Posse von Johann Nestroy UA 1957 (Ulm)
- Der Weiber Streik (Lysistrata), Ein pentatonisches Musical nach Aristophanes von Hanns Dieter Hüsch UA 1959 (Ulm)
- Das tapfere Schneiderlein, Ein Märchen-Musical von Karlheinz Komm (Text) UA 1972 (Bielefeld)

Ballett
- Steinigung, Ballett für Kammertanz von Gisa Werkowska, WV 26 (1982) ca.11' UA 1983 (Bielefeld)

Schauspielmusik (Auswahl)
- Der Froschkönig von Friedrich Foster UA 1950 (Ingolstadt)
- Komödie der Irrungen von William Shakespeare UA 1951 (Ingolstadt)
- Othello von William Shakespeare UA 1952 (Ulm)
- Leonce und Lena von Georg Büchner UA 1953 (Ulm)
- Die kluge Närrin von Lope de Vega UA 1954 (Ulm)
- Der Belagerungszustand von Albert Camus UA 1955 (Ulm)
- Lysistrata von Aristophanes UA 1956 (Ulm)
- Das lange Weihnachtsmahl von Thornton Wilder UA 1957 (Ulm)
- Bunbury von Oscar Wilde UA 1958 (Ulm)
- Antigone von Sophokles UA 1959 (Ulm)
- Die Jungfrau von Orléans von Friedrich Schiller UA 1960 (Ulm)
- Die Geisel von Brendan Behan UA 1961 (Ulm)
- Das Käthchen von Heilbronn von Heinrich von Kleist UA 1962 (Ulm)
- Die neue Mandragora von Jean Vauthier UA 1963 (Ulm)
- Der Besuch der alten Dame von Friedrich Dürrenmatt UA 1964 (Bielefeld)
- Don Karlos von Friedrich Schiller UA 1965 (Bielefeld)
- Cristinas Heimreise von Hugo von Hofmannsthal UA 1966 (Bielefeld)
- Intermezzo von Jean Giraudoux UA 1967 (Bielefeld)
- Der gestiefelte Kater von Hermann Stelter UA 1968 (Regensburg)
- Halb auf dem Baum von Peter Ustinov UA 1969 (Bielefeld)
- August, August von Pavel Kohout UA 1970 (Bielefeld)
- Die Frösche von Aristophanes UA 1971 (Göttingen)
- Die Benachrichtigung von Václav Havel UA 1972 (Bielefeld)
- Der Damenschneider von Georges Feydeau UA 1973 (Bielefeld)
- Bremer Freiheit von Rainer Werner Fassbinder UA 1974 (Bielefeld)
- Aschenputtel von Alexander Gruber UA 1975 (Bielefeld)
- Biedermann und die Brandstifter von Max Frisch UA 1976 (Göttingen)
- Ein besserer Herr von Walter Hasenclever UA 1977 (Bielefeld)
- Der Geizige von Molière UA 1978 (Bielefeld)
- Henkersnachtmahl von Harald Mueller UA 1979 (Bielefeld)
- Arsen und Spitzenhäubchen von Joseph Kesselring UA 1980 (Bielefeld)
- Was ihr wollt von William Shakespeare UA 1981 (Bielefeld)
- Drei Schwestern von Anton Tschechow UA 1982 (Bielefeld)
- Der Bürger will vornehm sein von Molière UA 1983 (Bielefeld)
- Totenfloß von Harald Mueller UA 1987 (Bielefeld)

nicht datierbar:
- Hippolytos von Euripides
- Der gestiefelte Kater von Wolf Dieter Pahlke

Filmmusik
In der Zeit von 1954 bis 1960 entstanden Musiken zu Landwirtschafts- und Industriefilmen für den Regisseur Georg Munck. Da sich eine exakte Reihenfolge nicht mehr rekonstruieren lässt, sind die Filme in der folgenden Übersicht alphabetisch aufgelistet.
- Aktuelle Landwirtschaftliche Filmschau, 10.–14. Folge
- Ein Dorf spielt mit. Kulturfilm
- Gesunde Landschaft – Unser Schicksal. Kulturfilm
- Handwerk – Industrie – Film
- Immer hungrig, immer frisch
- In den Himmel gehoben (Bosch in der Landwirtschaft). Industriefilm
- Papiersack
- Pappelzucht
- Und überall Strom. Kulturfilm
- Wachsen Bäume in den Himmel
- Worauf es ankommt. Kulturfilm
- Bielefeld, die freundliche Stadt am Teutoburger Wald. Tonbildschau, Regie: Hans J. Sramek
- Westfalen – Biographie einer Reiselandschaft. Tonbildschau, Regie: Hans J. Sramek